# Mistrzostwa Polski w piłce nożnej plażowej mężczyzn 2016
Mistrzostwa Polski w piłce nożnej plażowej mężczyzn 2016 – 14. sezon mistrzostw Polski w piłce nożnej plażowej (5. sezon w dwufazowym formacie - faza zasadnicza oraz faza play-off) organizowany przez PZPN. Tytuł obronił Grembach Łódź.

## System rozgrywek
Rozgrywki Mistrzostw Polski obejmują dwie fazy:
- Faza zasadnicza (Ekstraklasa) – rozegrano 6 kolejek spotkań
- Faza play-off (Turniej finałowy Mistrzostw Polski) – o tytuł Mistrza Polski grają zespoły, które po zakończeniu fazy zasadniczej rozgrywek zajęły w tabeli miejsca 1-6. Następuje podział na dwie grupy po trzy zespoły po czym czołowa dwójka z każdej z grup awansowała do półfinałów.

Podczas turnieju finałowego występuje także dodatkowa faza eliminacyjna play-off (Turniej barażowy) - dwie ostatnie drużyny grają baraż o utrzymanie w Ekstraklasie. Ich przeciwnikami są najlepsze drużyny I ligi (po dwie najlepsze drużyny z obydwóch grup).

## Gospodarze boisk
Źródło: 
| Miasto    | Turniej                | Zdjęcie |
| --------- | ---------------------- | ------- |
| Gdańsk    | I turniej Ekstraklasy  |         |
| Sosnowiec | II turniej Ekstraklasy |         |
| Gdynia    | Turniej finałowy       | -       |

## Drużyny
| Uczestnicy poprzedniej edycji                                                                                 | Uczestnicy poprzedniej edycji | Uczestnicy poprzedniej edycji | Uczestnicy poprzedniej edycji |
| --- | ----------------------------- | ----------------------------- | ----------------------------- |
| GRE | Grembach Łódź                 | 1                             |                               |
| HEM | Hemako Sztutowo               | 2                             |                               |
| BOC | Boca Gdańsk                   | 3                             |                               |
| KPŁ | KP Łódź                       | 4                             |                               |
| FBS | Futsal & Beach Soccer Kolbudy | 5                             |                               |
| ZDR | Vita Sport Zdrowie Garwolin   | 6                             |                               |
| SŁU | Team Słupsk                   | 7                             |                               |
| TON | Tonio Team Sosnowiec          | 8                             |                               |
| Oznaczenia: - kolumna pierwsza – skróty nazw drużyn, - kolumna trzecia – miejsce zajęte w poprzednim sezonie. |                               |                               |                               |

## Wyniki

### Runda zasadnicza
| Miejsce | Drużyna                       | Mecze | Punkty | Zwyc. | Zw.pd. | Zw.pk. | Por. | Bramki |
| ------- | ----------------------------- | ----- | ------ | ----- | ------ | ------ | ---- | ------ |
| 1.      | Omida Hemako Sztutowo         | 6     | 18     | 6     | 0      | 0      | 0    | 29-19  |
| 2.      | Grembach Łódź                 | 6     | 12     | 4     | 0      | 0      | 2    | 29-21  |
| 3.      | KP Łódź                       | 6     | 12     | 4     | 0      | 0      | 2    | 39-19  |
| 4.      | Futsal & Beach Soccer Kolbudy | 6     | 8      | 2     | 1      | 0      | 3    | 25-22  |
| 5.      | Boca Gdańsk                   | 6     | 8      | 2     | 1      | 0      | 3    | 25-23  |
| 6.      | Tonio Team Sosnowiec          | 6     | 4      | 1     | 0      | 1      | 4    | 19-25  |
| 7.      | Team Słupsk                   | 6     | 3      | 1     | 0      | 0      | 5    | 19-37  |
| 8.      | Vita Sport Zdrowie Garwolin   | 6     | 1      | 0     | 0      | 1      | 5    | 19-38  |

## Finał Mistrzostw Polski 2016

### Uczestnicy
| Zespół                        | Grupa | Strój       |
| ----------------------------- | ----- | ----------- |
| Boca Gdańsk                   | B     | New Balance |
| Futsal & Beach Soccer Kolbudy | A     | R-GOL       |
| Grembach Łódź                 | B     | Nike        |
| KP Łódź                       | B     | Adidas      |
| Omida Hemako Sztutowo         | A     | Adidas      |
| Tonio Team Sosnowiec          | A     | Patrick     |

### Wyniki

#### Faza grupowa

##### Grupa A
| Miejsce | Drużyna                       | Mecze | Punkty | Zwyc. | Zw.pd. | Por. | Bramki |
| ------- | ----------------------------- | ----- | ------ | ----- | ------ | ---- | ------ |
| 1.      | Futsal & Beach Soccer Kolbudy | 2     | 6      | 2     | 0      | 0    | 12-2   |
| 2.      | Tonio Team Sosnowiec          | 2     | 1      | 0     | 1      | 1    | 3-7    |
| 3.      | Omida Hemako Sztutowo         | 2     | 0      | 0     | 0      | 2    | 3-9    |

##### Grupa B
| Miejsce | Drużyna       | Mecze | Punkty | Zwyc. | Zw.pd. | Zw.pk. | Por. | Bramki |
| ------- | ------------- | ----- | ------ | ----- | ------ | ------ | ---- | ------ |
| 1.      | Grembach Łódź | 2     | 4      | 1     | 0      | 1      | 0    | 11-5   |
| 2.      | KP Łódź       | 2     | 3      | 1     | 0      | 0      | 1    | 8-3    |
| 3.      | Boca Gdańsk   | 2     | 0      | 0     | 0      | 0      | 2    | 2-13   |

#### Faza pucharowa
| I półfinał 30 lipca 2016 14:30 | Futsal & Beach Soccer Kolbudy | 1:4(0:2, 0:1, 1:1)Raport | KP Łódź | Gdynia |
|                                |                               |                          |         |        |

| II półfinał 30 lipca 2016 15:30 | Grembach Łódź | 13:1(3:1, 5:0, 5:1)Raport | Tonio Team Sosnowiec | Gdynia |
|                                 |               |                           |                      |        |

| Mecz o V miejsce 31 lipca 2016 13:00 | Omida Hemako Sztutowo | 5:1(3:1, 1:0, 1:0)Raport | Boca Gdańsk | Gdynia |
|                                      |                       |                          |             |        |

| Mecz o III miejsce 31 lipca 2016 14:00 | Futsal & Beach Soccer Kolbudy | 9:3(4:1, 0:1, 5:2)Raport | Tonio Team Sosnowiec | Gdynia |
|                                        |                               |                          |                      |        |

| Finał 31 lipca 2016 15:45 | KP Łódź · Saganowski 33' | 1:3(0:1, 0:1, 1:1)Raport | Grembach Łódź · Bogacz 8' · Wydmuszek 21' 36' | Gdynia |
|                           |                          |                          |                                               |        |

### Klasyfikacja końcowa
| Lp. | Zespół                        |
| --- | ----------------------------- |
| 1.  | Grembach Łódź                 |
| 2.  | KP Łódź                       |
| 3.  | Futsal & Beach Soccer Kolbudy |
| 4.  | Tonio Team Sosnowiec          |
| 5.  | Omida Hemako Sztutowo         |
| 6.  | Boca Gdańsk                   |

### Nagrody indywidualne
Źródło:
- Najlepszy zawodnik: Bogusław Saganowski (KP Łódź)
- Najlepszy bramkarz: Maciej Marciniak (Grembach Łódź, ten jednak zrzekł się nagrody dla drugiego bramkarza Grembacha – Nuno Hidalgo)
- Najlepszy strzelec: Igor Rangel (Grembach Łódź)
- MVP sezonu: Paweł Friszkemut (Omida Hemako Sztutowo)
- Odkrycie sezonu: Bartosz Szloser (Omida Hemako Sztutowo)

## Awans i spadek
W Ekstraklasie po turnieju barażowym utrzymała się drużyna Team Słupsk. W miejsce Zdrowia Garwolin awansował BSCC SAN AZS Łódź.